# Midt i en jazztid
Pour plus de détails, voir Fiche technique et Distribution.
Midt i en jazztid (littéralement « au milieu du jazz ») est un film danois réalisé par Knud Leif Thomsen, sorti en 1969.

## Synopsis
Peter rencontre son ex-petite amie Ellen et ils décident de se remettre en couple dans 1 an s'ils sont toujours célibataires.

## Fiche technique
- Titre : Midt i en jazztid
- Réalisation : Knud Leif Thomsen
- Scénario : Knud Leif Thomsen d'après le roman de Knud Sønderby
- Musique : Bent Fabricius-Bjerre
- Photographie : Henning Kristiansen
- Montage : Kasper Schyberg et Lizzi Weischenfeldt
- Production : Lars Kolvig
- Société de production : Saga Studio
- Pays de production :  Danemark
- Genre : Drame et romance
- Durée : 97 minutes
- Date de sortie : 
  - Danemark : 21 avril 1969

## Distribution
- Finn Storgaard : Peter Hasvig
- Anne-Lise Gabold : Vera Bagger
- Lotte Væver : Ellen Johansen
- Torben Jetsmark : Hugo
- Jesper Langberg : Lesli
- Søren Rode : Hjalmer
- Susanne Heinrich : Eva Bagger
- Elsebeth Reingaard : Ida Schmidt
- Sisse Reingaard : Stuepige
- Gitte Reingaard : Esther Schmidt
- Ole Monty : le voyageur d'affaires
- Søren Strømberg : le stagiaire
- Steen Frøhne : Johannes Bagger
- Olaf Nielsen : Von Grüningen
- Emy Storm : la directrice d'hôtel suédoise
- Inger Stender : la mère de Vera
- Grethe Sønck : Mlle. Larsen

## Distinctions
Le film a reçu 2 Bodils, celui du meilleur film et de la meilleure actrice pour Anne-Lise Gabold.